# Via Panatenaica

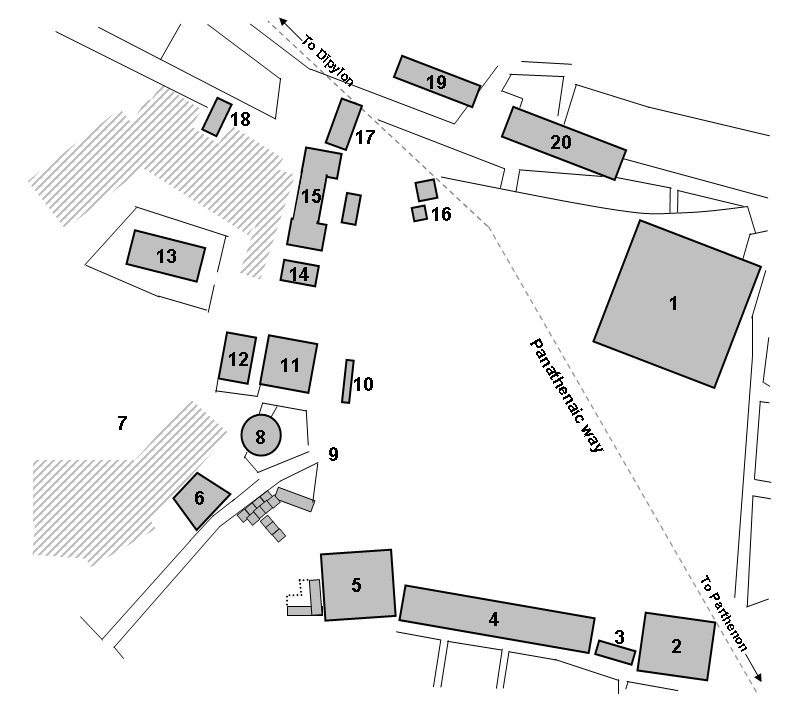
Plànol de l'Àgora d'Atenes: la Via Panatenaica la creua de nord-oest a sud-est

La Via Panatenaica era el carrer principal de l'antiga Atenes. Anava des de la porta Dípilon fins a l'Acròpoli, a 1 km de distància, i travessava l'Àgora en diagonal, de nord-oest a sud-est.

## Descripció

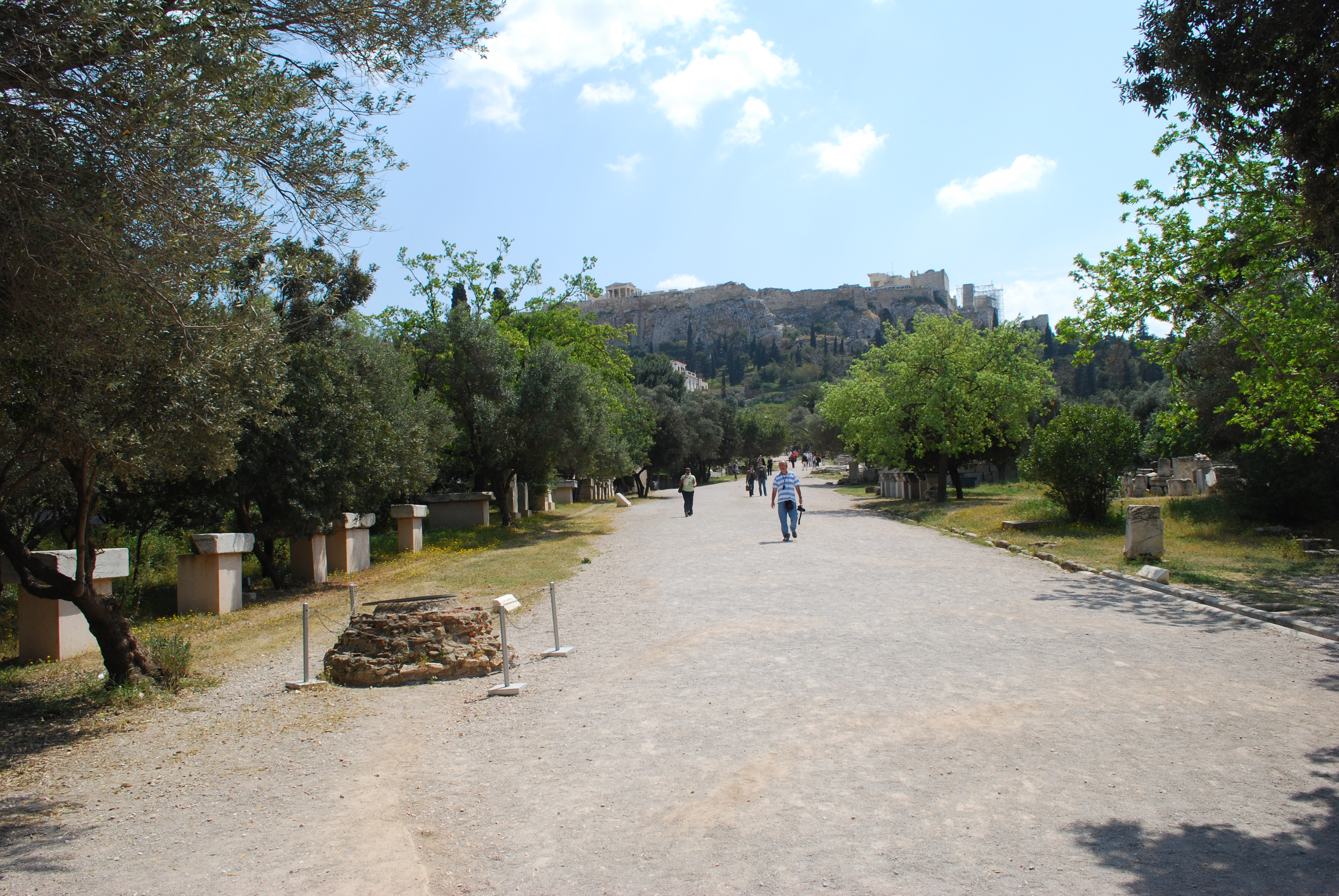
La Via Panatenaica al seu pas per l'Àgora d'Atenes

El terra del carrer era de capes de grava compactada, excepte a la part sud, on comença la pujada a l'Acròpoli, que es va pavimentar amb grans lloses de pedra en època romana. Se n'han excavat unes seixanta-sis capes superposades, que corresponen a un miler d'anys d'ús de la via, des del segle vi aC fins al segle vi de la nostra era.
Durant els períodes hel·lenístic i romà, el carrer estava delimitat per canaletes de pedra. Aquestes canals comptaven amb clots per retenir els sediments i mantenir la netedat de la via.
Al llarg d'aquest carrer discorria una processó solemne durant el Festival de les Panatenees, celebrat cada any en honor de la deessa Atena, patrona de la ciutat.
El carrer va ser usat també per a les curses de carros disputades durant les Panatenees. Igualment, sembla que va servir com a pista d'atletisme per a curses a peu, abans que es construís un estadi, i com a camp d'entrenament de la cavalleria atenesa.